# Schoonspringen op de Olympische Zomerspelen 2024 – driemeterplank synchroon vrouwen
Het synchroonspringen voor vrouwen vanaf de driemeterplank op de Olympische Zomerspelen 2024 vond plaats op 27 juli. Acht teams van twee schoonspringers kwamen in actie in een directe finale. Regerend olympisch kampioenen waren de Chinezen Shi Tingmao en Wang Han ze werden in 2024 opgevolgd door hun landgenotes Chang Yani en Chen Yiwen

## Uitslag
| Rang   | Namen                             | Land | Sprongen | Sprongen | Sprongen | Sprongen | Sprongen | Totaal |
| Rang   | Namen                             | Land | 1        | 2        | 3        | 4        | 5        | Totaal |
| ------ | --------------------------------- | ---- | -------- | -------- | -------- | -------- | -------- | ------ |
| Goud   | Chang Yani Chen Yiwen             | CHN  | 52.80    | 51.00    | 77.40    | 79.98    | 76.50    | 337.68 |
| Zilver | Sarah Bacon Kassidy Cook          | USA  | 49.80    | 51.00    | 71.10    | 72.54    | 70.20    | 314.64 |
| Brons  | Yasmin Harper Scarlett Mew Jensen | GBR  | 50.40    | 46.20    | 63.90    | 71.10    | 70.68    | 302.28 |
| 4      | Elena Bertocchi Chiara Pellacani  | ITA  | 49.20    | 45.00    | 68.40    | 68.82    | 62.10    | 293.52 |
| 5      | Maddison Keeney Anabelle Smith    | AUS  | 47.40    | 48.00    | 73.80    | 74.40    | 48.60    | 292.20 |
| 6      | Lena Hentschel Jette Müller       | GER  | 48.60    | 48.00    | 64.80    | 67.89    | 59.40    | 288.69 |
| 7      | Viktoriya Kesar Anna Pysmenska    | UKR  | 45.60    | 42.00    | 57.60    | 54.87    | 51.30    | 251.37 |
| 8      | Naïs Gillet Juliette Landi        | FRA  | 42.00    | 43.80    | 48.72    | 51.24    | 54.27    | 240.03 |